# Кариши
Кариши (груз. ყარიში) — село в Грузии, на территории Лентехского муниципалитета края (мхаре) Рача-Лечхуми и Нижняя Сванетия.

## География
Село находится в северной части Грузии, на левом берегу реки Цхенисцкали, на расстоянии приблизительно 1 километра (по прямой) к востоку от посёлка городского типа Лентехи, административного центра муниципалитета. Абсолютная высота — 879 метров над уровнем моря.

## Население
По результатам официальной переписи населения 2014 года, в Кариши проживало 37 человек (17 мужчин и 20 женщин). В национальной структуре населения грузины составляли 100 %.
| Год  | Население, человек |
| ---- | ------------------ |
| 2002 | 95                 |
| 2014 | ↘ 37               |